# Аффенгрубер, Давид
Давид Аффенгрубер (нем. David Affengruber; род. 19 марта 2001, Шайбс, Шайбс) — австрийский футболист, защитник.

## Клубная карьера
Аффенгрубер — воспитанник клуба «Вайсбург» и «Ред Булл Зальцбург». 26 июля 2019 года в поединке против «Амштеттена» Давид дебютировал во Второй Бундеслиге за команду дублёров последнего. 30 января 2021 года в матче против «Хартберга» он дебютировал в австрийской Бундеслиге. в своём дебютном сезоне он стал чемпионом Австрии и завоевал национальный кубок. Летом 2021 года Аффенгрубер перешёл в «Штурм». 23 июля в матче против своего бывшего клуба «Ред Булл Зальцбург» он дебютировал за новую команду. 1 августа в поединке против «Вольфсберга» Давид забил свой первый гол за «Штурм».

## Достижения
Клубные
 «Ред Булл Зальцбург»
- Победитель австрийской Бундеслиги — 2020/2021
- Обладатель Кубка Австрии — 2021